# Cratere Davies
Davies  è un cratere sulla superficie di Marte.